# Initiative civile
L'Initiative civile (en russe : Гражданская инициатива) est un parti politique libéral russe, fondé en 2013 par l'ancien ministre du Développement économique russe Andreï Netchaïev (en).

## Histoire
Le 2 mars 2013, le congrès constitutif du parti se tient, au cours duquel le manifeste du parti, la résolution et le règlement intérieur sont adoptés. Une demande d'enregistrement auprès du ministère de la Justice a été déposée par la suite, et le parti a été officiellement enregistré le 13 mai 2013,.
Le 30 janvier 2014, le parti désigne l'ancien vice-ministre de l'Économie de la Russie, Ivan Starikov, comme candidat au poste de maire de Novossibirsk. Quelques jours avant le vote, Starikov et d'autres candidats se retirent de l'élection en faveur du candidat du Parti communiste Anatoly Lokot (en), et ce dernier remporte l'élection. Starikov est par la suite nommé vice-maire. Le candidat de l'Initiative civile, Iouri Marlenovitch Vyazov, remporte les élections anticipées du chef du district de Bagansky de la région de Novossibirsk, le 14 septembre 2014, obtenant 46,62 % des voix,.
Le parti s'oppose à la fraude électorale, soutient la liberté d'entreprendre, la modernisation de la sphère économique et sociale, souhaite légaliser la possession d'armes et a sévèrement condamné le meurtre de Boris Nemtsov.
Le 23 décembre 2017, Ksenia Sobtchak entre au conseil politique du parti et cette dernière est nommée candidate du parti pour l'élection présidentielle de 2018 le même jour. Elle dépose ses documents pour enregistrer sa candidature auprès de la CEC le 28 décembre mais des erreurs sont soulignées,. La Commission électorale centrale de la fédération de Russie (CEC) indique qu'un nouveau dépôt doit être fait pour que la candidate puisse passer à l'étape suivante dans sa procédure d'enregistrement (ouverture de son compte de campagne et collecte des signatures). Lesdits documents sont approuvés par la CEC le 2 janvier 2018 et sa candidature est officiellement enregistrée le 8 février.

## Résultats électoraux

### Élections présidentielles
| Année | Candidat        | 1er tour    | 1er tour    | 2d tour     | 2d tour     |
| Année | Candidat        | Voix        | %           | Voix        | %           |
| ----- | --------------- | ----------- | ----------- | ----------- | ----------- |
| 2018  | Ksenia Sobtchak | 1 238 031   | 1,68        |             |             |
| 2024  | Boris Nadejdine | Disqualifié | Disqualifié | Disqualifié | Disqualifié |

### Élections législatives
| Année | Voix    | %    | Sièges  | Notes                                       |
| ----- | ------- | ---- | ------- | ------------------------------------------- |
| 2016  | 679 030 | 1,21 | 0 / 450 | En alliance avec le Parti de la croissance. |